# Supressão da Companhia de Jesus

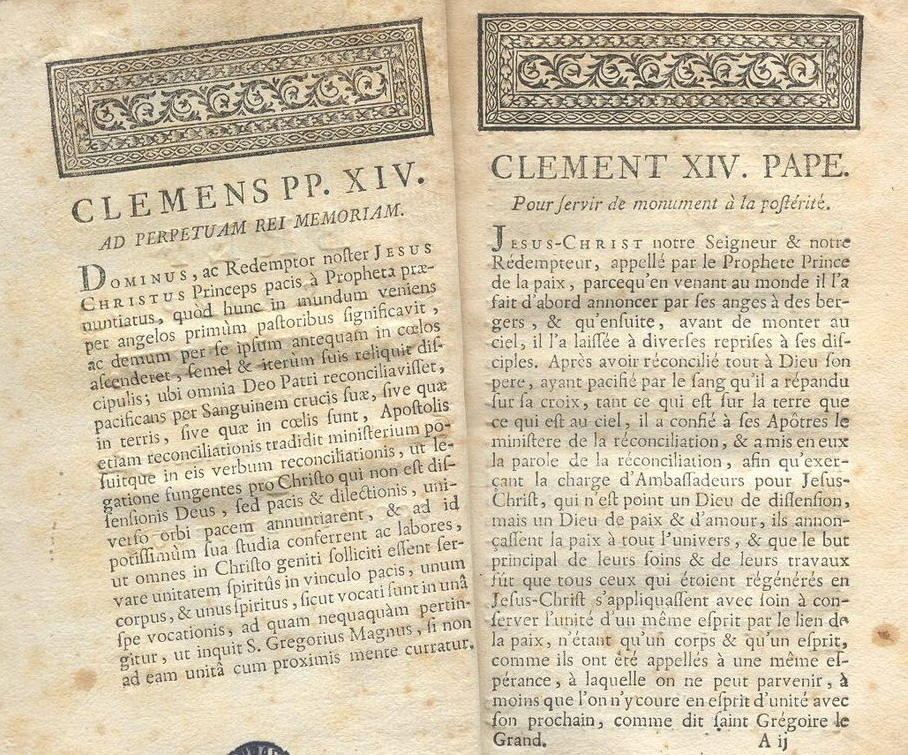
Primeira página do breve papal Dominus ac Redemptor (latim e francês).

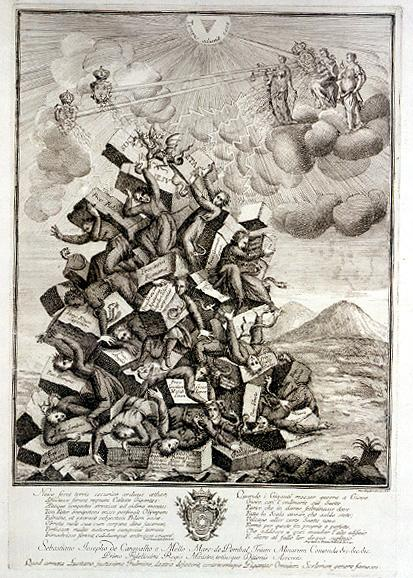
Pombal expulsa os Jesuítas (desenho da época)

A Supressão dos Jesuítas em Portugal, na França, nas Duas Sicílias, em Parma e no Império Espanhol em 1767 foi resultado de uma série de movimentos políticos, em vez de uma controvérsia teológica. No breve papal Dominus ac Redemptor (21 de julho de 1773), o Papa Clemente XIV, incitado por Carlos III (Rei da Espanha), suprimiu a Companhia de Jesus. No entanto, em países não-católicos, principalmente na Prússia e na Rússia, onde a autoridade papal não era reconhecida, a ordem foi ignorada. O grupo erudito jesuíta Companhia dos Bolandistas mudou-se de Bruxelas para Antuérpia, onde continuou seu trabalho no mosteiro de Coudenberg; em 1788, a Sociedade Bolandista foi suprimida pelo governo austríaco dos Países Baixos.

## Antecedentes
O Século XVIII na Europa era marcado pelo Despotismo Iluminado que tinha dentre seus aspectos o regalismo, que permitia aos reis controlar instituições eclesiásticas, e pelo Pacto de Família das monarquias borbônicas. Na França, imperava o galicanismo.
A série de lutas políticas entre os vários monarcas, especialmente na França e Portugal, iniciou-se com disputas sobre território em 1750 e culminou na suspensão das relações diplomáticas e dissolução da Companhia de Jesus pelo Papa na maior parte da Europa, e até mesmo algumas execuções. Portugal, França, as Duas Sicílias, Parma e o Império Espanhol se envolveram de uma forma ou de outra.
Os conflitos começaram com disputas comerciais, em 1750 em Portugal, em 1755 na França, e no final da década de 1750 nas Duas Sicílias.
Parte das elites portuguesas acreditava que os jesuítas tinham apoiado os guaranis durante a Guerra Guaranítica (1750-1756).
Em 1758, após sobreviver a um atentado, cuja culpa foi atribuída a uma família que tinha forte ligação com os jesuítas, o Rei José I de Portugal, influenciado pelo Marquês de Pombal, aproveitou para diminuir os poderes do Papa Bento XIV e deportou jesuítas da América depois da relocação dos jesuítas e dos seus trabalhadores nativos, após lutarem em um breve conflito, a ordem foi formalmente suprimida em 1759. Em 1762, os jesuítas foram expulsos de todos os territórios do Império português.
Também em 1762, o Parlamento francês (tribunal, não legislador), afirmou uma decisão contra a Companhia em um grande caso de falência, sob pressão de uma série de grupos — a partir de dentro da Igreja pelos intelectuais seculares e a amante do rei. A Áustria e as Duas Sicílias suprimiram a ordem por decreto em 1767.
Em março de 1766, ocorreu o Motim de Esquilache em Madri contra o Rei Carlos III, que atribuiu aos jesuítas a culpa por ter instigado o levante. Por isso, em 1768, cerca de 5000 jesuítas foram expulsos de todo o Império Espanhol e mandados em navios para os Estados Pontifícios, onde não foram aceitos pelo Papa Clemente XIII e tiveram que desembarcar na Ilha de Córsega.
Em 19 de maio de 1769, foi eleito o Papa Clemente XIV, que já fora eleito com o compromisso verbal de suprimir a Companhia de Jesus, o que somente ocorreu quatro anos depois, em 1773. José Moñino y Redondo, representante do Rei Carlos III no Vaticano teve papel decisivo no convencimento do Papa nessa questão.
A morte do Papa Clemente XIV em 22 de setembro de 1774, gerou rumores de que esse Papa teria sido envenenado pelo jesuítas.

## Consequências
Como consequência imediata da supressão, 23 000 jesuítas foram despojados de seus bens e o Padre Lorenzo Ricci, superior de todos os jesuítas, foi preso em Roma.
Além disso, tal supressão teve graves consequências para o ensino e para a cultura da época e não foi bem recebida por toda a Igreja Católica, sendo relevante a contestação feita pelo Arcebispo de Paris na época.
Os partidários da supressão, alegam que o Papa Clemente XIV, perante as pressões das cortes bourbônicas, teve que tomar tal atitude para evitar um novo cisma na Igreja Católica e que ele atrasou esse fato o quanto pôde.
Por outro lado, os críticos da supressão, alegam que foi um ato de grande debilidade do pontífice decorrente de seu obscuro compromisso durante o conclave, em um contexto no qual outras potências continuavam sendo favoráveis aos jesuítas, e que tal fato não deixava de ser um primeiro ato da tragédia que a Revolução Francesa significou para a Igreja Católica, que suprimiu todas as outras ordens e que chegou a deter e a deportar o próprio papa.
Apesar das dificuldades, apenas 20% dos jesuítas expulsos abandonaram a Companhia, e alguns como São José Pignatelli conseguiram, até mesmo, alcançar a santidade.
Bibliotecas e obras de arte foram dilapidadas, enquanto que o "ouro dos jesuítas" nunca foi encontrado.
Com a reação contra os excessos anticlericais da Revolução, especialmente após 1815, a Igreja Católica começou a desempenhar um papel mais positivo na vida dos oficiais europeus mais uma vez, e de nação por nação os jesuítas fizeram o seu caminho de volta.
A visão moderna é que a supressão foi o resultado de uma série de conflitos políticos e econômicos, em vez de uma controvérsia teológica e a afirmação da independência dos Estados-nação contra a Igreja Católica. A expulsão da Companhia de Jesus da Igreja Católica Romana, das nações da Europa e os seus impérios coloniais também é vista como o primeiro triunfo dos conceitos seculares do Iluminismo, que dizia-se contribuir para o anticlericalismo da Revolução Francesa. A repressão também foi vista como sendo uma tentativa por parte dos monarcas de ganhar o controle das receitas e do comércio que antes eram dominados pela Companhia de Jesus. Historiadores católicos, frequentemente, apontam um conflito pessoal entre Clemente XIII (1758-1769) e seus partidários dentro da Igreja e os cardeais da coroa apoiada pela França.
A extinção da ordem pôs considerável porção de seus bens à mercê dos colonos americanos. No Brasil, como bem aponta Darcy Ribeiro nos capítulos "Brasil Caboclo" e "Brasis Sulinos" de seu livro "O povo brasileiro: a formação e o sentido do Brasil", todas as missões jesuíticas na Amazônia — e consequentemente inúmeros indígenas catecúmenos —, centenas de milhares de cabeças de gado, hospitais, escolas e tantos exemplos mais foram repartidos entre os colonizadores. Um dos maiores impactos disso foi a extinção do que Ribeiro chamava de "índio genérico" — indígenas de várias etnias criados em conjunto pelos jesuítas, educados em línguas e culturas do tronco tupi-guarani, modificadas conforme as utopías católicas dos missionários —, uma vez que os empreendimentos mercantis brutalmente os retiravam da vida autossuficiente para conscrevê-los ao trabalho escravo et caterva, verdadeiro moinho de culturas. O caso só tem paralelo com a destruição das reduções jesuíticas na bacia do Prata — erigidas em zona espanhola e utilizando o guarani como língua franca — por parte dos paulistas no século XVII. Assim como os gaúchos são descendentes mestiços dos índios "guaranizados", os caboclos são descendentes mestiços dos índios "tupinizados".

## Continuidade da Companhia de Jesus no Império Russo
Segundo Miguel Lamet, a Czarina Catarina da Rússia não quis publicar o breve papal pois não queria perder a contribuição dos jesuítas na educação, e tal fato criou um problema de consciência para os jesuítas que não queriam desobedecer ao Papa, mas posteriormente houve uma aceitação verbal da continuidade da Companhia de Jesus em territórios russos por parte da Santa Sé, por outro lado, Carlos III chegou a reter temporariamente a frota russa em Cádiz para pressionar Catarina a aceitar a supressão da Companhia de Jesus. Também segundo Lamet:
1. a preservação das atividades da Companhia de Jesus no território russo foi muito importante para que a restauração em 1814 tivesse êxito, pois manteve vivas as tradições e a espiritualidade inaciana;
2. o Czar Paulo solicitou a restauração da ordem ao Papa Pio VII, que criou uma comissão com esse propósito;
3. durante esse as eleições para superiores da Companhia de Jesus eram realizadas em território russo, e foram realizadas cinco escolhas.[4]

## Restauração da Companhia de Jesus
Em 1792, o Duque Fernando de Parma, desiludido pelos horrores da Revolução Francesa, conseguiu que fossem enviados três jesuítas provenientes da Rússia.
Em 1799, o Papa Pio VI permitiu a abertura de um noviciado em Colorno, para o qual o Padre Pignatelli foi nomeado como mestre de noviços.
Em 1804, o Papa Pio VII permitiu que a Companhia de Jesus voltasse a atuar no Reino de Nápoles, tendo sido o Padre Pignatelli nomeado como provincial.
Conforme as Guerras Napoleônicas iam se aproximando do seu fim em 1814, a velha ordem política da Europa foi em grande medida, restaurada no Congresso de Viena, após anos de luta e de revolução, durante a qual a Igreja tinha sido perseguida como um agente da antiga ordem e abusada sob o domínio de Napoleão. Com o clima político da Europa mais estável e os monarcas poderosos, que tinham chamado para a repressão da Companhia não estavam mais no poder, o Papa Pio VII, por meio da Bula Pontifícia Sollicitudo omnium Ecclesiarum, lida no dia 7 de agosto de 1814 na Igreja del Gesù, que revogou o breve de Clemente XIV e restaurou a Companhia de Jesus nos países católicos da Europa. Por seu lado, a Companhia de Jesus tomou a decisão na primeira Congregação Geral, realizada após a restauração de manter a organização da sociedade da forma que tinha sido antes da supressão ser ordenada, em 1773.